# Melina Matsoukas
Melina Matsoukas (ur. 14 stycznia 1981) to amerykańska reżyserka teledysków o pochodzeniu grecko-kubańskim. W roku 2006 dołączyła do firmy Black Dog Films, która zajmuje się tworzeniem i dystrybucją klipów muzycznych. Przed rokiem 2006 współpracowała z Gorilla Flix. Ukończyła American Film Institute oraz New York University.

## Wyreżyserowane teledyski
2006
- "Dem Girls" - Red Handed feat. Paul Wall & Scooby
- "Go 'Head" - Ali & Gipp] feat. Chocolate Tai
- "Need a Boss" - Shareefa feat. Ludacris
- "Cry No More" - Shareefa
- "Hey Hey" - 216
- "Money Maker" – Ludacris feat. Pharrell
- "Dangerous" – Ying Yang Twins feat. Wyclef Jean
- "Help" – Lloyd Banks feat. Keri Hilson

2007
- "Because of You" – Ne-Yo
- "Green Light" – Beyoncé
- "Kitty Kat" (kooperacja z Beyoncé Knowles) – Beyoncé
- "Suga Mama" (kooperacja z Beyoncé Knowles) – Beyoncé
- "Upgrade U" (kooperacja z Beyoncé Knowles) – Beyoncé feat. Jay-Z
- "Tambourine" – Eve
- "Do You" – Ne-Yo
- "Give It to You" – Eve feat. Sean Paul
- "Bleeding Love" – Leona Lewis (wersja międzynarodowa)
- "Hold It Don't Drop It" – Jennifer Lopez
- "Sensual Seduction" – Snoop Dogg
- "How Do I Breathe" – Mario

2008
- "In My Arms" – Kylie Minogue
- "Wow" – Kylie Minogue
- "Modern World" – Anouk
- "Closer" – Ne-Yo
- "I Decided" – Solange Knowles
- "Just Dance" – Lady Gaga feat. Colby O’Donis
- "Energy" – Keri Hilson
- "Good Good" – Ashanti
- "Beautiful, Dirty, Rich" – Lady Gaga
- "Go Girl" – Ciara feat. T-Pain
- "Return the Favor" – Keri Hilson feat. Timbaland
- "Diva" – Beyoncé
- "Thinking of You" – Katy Perry

2009
- "I Will Be" – Leona Lewis
- "So Good" - Electrik Red
- "Not Fair" – Lily Allen
- "Work" – Ciara
- "I Look to You" – Whitney Houston
- "Million Dollar Bill" – Whitney Houston
- "Sex Therapy" – Robin Thicke
- "Never Knew I Needed" – Ne-Yo
- "Hard" – Rihanna feat. Young Jeezy

2010
- "Rude Boy" – Rihanna
- "Put It in a Love Song" – Alicia Keys feat. Beyoncé

2011
- "S&M" – Rihanna
- "We Found Love" – Rihanna
- "You da One" – Rihanna

2012
- "Your Body" – Christina Aguilera
- "Losing you" - Solange Knowles